# 查特姆 (阿拉巴马州)
查特姆（英文：Chatom），是美国阿拉巴马州下属的一座城市。面积约为10.72平方英里（约合27.77平方公里）。根据2010年美国人口普查，该市有人口1,288人，人口密度为120.13/平方英里（约合46.38/平方公里）。